# Сысоев, Владимир Петрович
Владимир Петрович Сысоев (род. 14 июля 1944, Москва) — советский и российский искусствовед, академик Российской академии художеств (1995). Заслуженный деятель искусств Российской Федерации (1994). Заслуженный работник культуры Российской Федерации (1997).

## Биография
Родился 14 июля 1944 года в Москве, где живёт и работает.
В 1967 году — окончил искусствоведческое отделение МГУ, в 1970 году — окончил аспирантуру НИИ теории и истории изобразительных искусств Академии художеств СССР.
С 1978 года — член Союза художников СССР, России.
В 1972 года — защитил кандидатскую диссертацию, в 1999 году — присвоено учёное звание профессора.
С 1995 года — академик Российской академии художеств от Отделения искусствознания и художественной критики, И. о. члена президиума РАХ.
С 1996 по 1997 годы — исполнял обязанности главного ученого секретаря Российской академии художеств.
с 1997 по 1998 годы — вице-президент, академик-секретарь Отделения искусствознания PAX.
С 1999 по 2004 годы — профессор Российской академии живописи, ваяния и зодчества Ильи Глазунова.
С 2001 по 2017 годы — профессор Российского государственного гуманитарного университета (читал базовый курс «Основы и проблемы отечественного искусства XIX—XX вв.»).
С 2004 года — секретарь по искусствоведению Союза художников России.
В 2002 году — избран академиком Санкт-Петербургской Петровской академии наук и искусств.

## Избранные научные труды
- Альбом «Искусство молодых». (М. 1977, 1980, 1982, 1984, 1986)
- А. Дейнека. Жизнь, искусство, время // Литературно-художественное наследие.(Л., 1974)
- Альбом «Aleksandre Deineka», на фр., нем. и англ. яз. (1982)
- Монография «А. Дейнека». В 2-х тт. (М., 1989)
- Алексей Грицай. (М., 1994)
- Александр Дейнека. (М., 2010)
- Виктор Иванов. (М., 2012)
- Две версии русского социального реализма в творчестве И. Е. Репина и В. И. Иванова // Сб. материалов научной конференции «Творчество И. Е. Репина и проблема современного реализма. К 170-летию со дня рождения художника». (М., 2015)
- Две концепции пейзажа-настроения в творчестве А. М. Грицая и В. М. Сидорова. В двух частях (1-я часть // Альманах «Пластовская осень». Ульяновск, 2015; 2-я часть// Журнал «Художник». (М., 2016)

## Награды
- Заслуженный деятель искусств Российской Федерации (12 сентября 1994) — за заслуги в области изобразительного искусства[1]
- Заслуженный работник культуры Российской Федерации (1997)[2]
- Медаль «Ветеран труда» (1999)
- Медаль «В память 850-летия Москвы» (1997)